# Безпека життєдіяльності
Безпе́ка життє́дія́льності — галузь науково-прикладної діяльності, спрямованої на:
- вивчення:
  - загальних закономірностей виникнення небезпек, їхніх властивостей, наслідків їхнього впливу на організм людини та об'єкти середовища,
  - захисту здоров'я та життя людини та середовища її проживання — від небезпек,
- розробку і впровадження відповідних засобів і заходів щодо створення і підтримки здорових та безпечних умов життя і діяльності людини, як у повсякденному житті, так і  в умовах надзвичайних ситуацій.

Безпека життєдіяльності – цілісна система знань про захищеність життя і діяльності особистості, суспільства і життєвого середовища від небезпечних факторів природного і штучного характеру. Безпека життєдіяльності охоплює пожежну безпеку, санітарно-епідеміологічний добробут, охорону здоров'я, екологічну та ядерну безпеку, запобігання надзвичайним ситуаціям, цивільний захист, безпеку руху, якість і безпечність продукції та послуг, безпеку споруд, будівель та інженерних мереж тощо.